# Müßholz
Koordinaten: 50° 18′ 18″ N, 11° 8′ 5″ O
Das Naturschutzgebiet Müßholz liegt im Landkreis Sonneberg in Thüringen. Es erstreckt sich westlich von Heubisch, einem Ortsteil der Gemeinde Föritztal, entlang der am westlichen Rand des Gebietes verlaufenden Landesgrenze zu Bayern. Nördlich des Gebietes verläuft die B 4 und westlich die Staatsstraße 2708. Durch das Gebiet hindurch fließt der Müßgraben, ein Zufluss der östlich fließenden Steinach.

## Bedeutung
Das 57,5 ha große Gebiet mit der NSG-Nr. 248 wurde im Jahr 2002 unter Naturschutz gestellt.